# 영화 필름

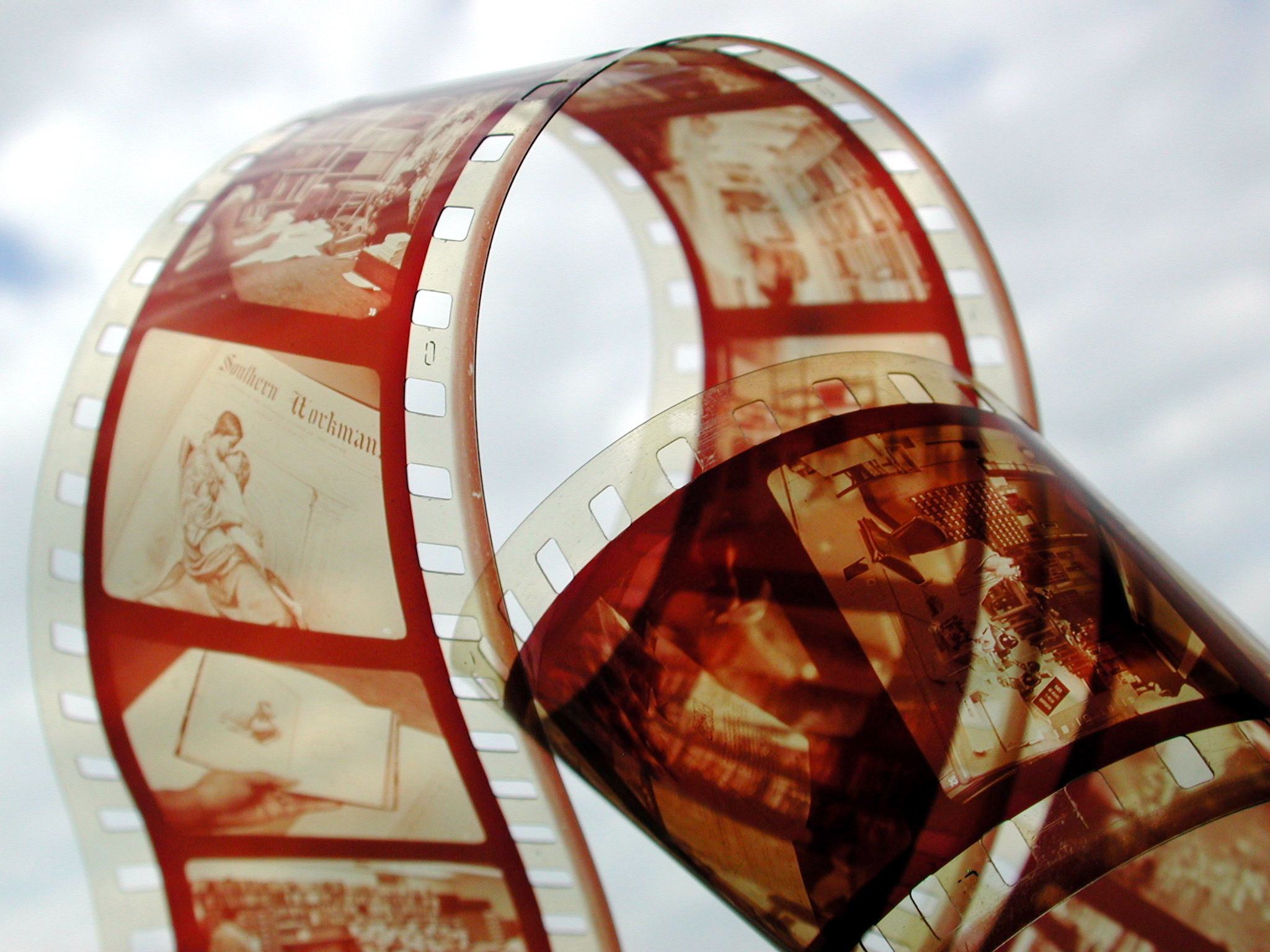
필름 스트립

영화 필름은 영화, 애니메이션의 기록에 사용되는 아날로그 매개체이다. 미시적으로 크기가 작으면서 빛에 반응하는 할로겐화은 결정들을 포함하는, 한 면에 젤라틴 감광유제(에멀전)가 코팅된 한 장의 투명 플라스틱 필름 기저이다. 이 결정들의 크기와 그 밖의 특성들을 통해 필름의 민감도, 콘트라스트, 해상도가 결정된다. 감광유제는 빛에 노출된 채 방치될 경우 점차 어두워지지만 이 과정은 속도가 느린 편이다. 대신에 카메라 렌즈에 의해 형성되는 이미지에 매우 짧은 노출을 사용함으로써 각 결정에 의해 흡수되는 빛의 양에 비례하여 매우 사소한 화학변화를 만들어낼 수 있다.
유제는 빛에 노출된 상태로 방치하면 점차 암화되지만, 이 과정은 매우 느리고 불완전하여 실질적인 용도로 사용하기에는 적합하지 않다. 대신, 카메라 렌즈를 통해 형성된 영상에 매우 짧은 시간 동안 노출함으로써, 각 결정이 흡수한 빛의 양에 비례하는 미세한 화학 변화가 일어난다. 이로 인해 유제 내에 눈에 보이지 않는 잠상(latent image)이 형성되며, 이는 화학적 현상 과정을 통해 가시적인 사진으로 변환된다.
모든 사진 필름은 가시광선 외에도 X선 및 고에너지 입자에 감광성을 지니며, 대부분은 자외선(UV)에도 어느 정도 반응한다. 일부 특수 목적의 필름은 스펙트럼의 적외선(IR) 영역에까지 감광성을 지니도록 제작된다.
흑백 사진 필름에는 일반적으로 하나의 은염층이 포함되어 있다. 노출된 은염 결정이 현상되면, 은염은 금속 은으로 환원되며, 이는 빛을 차단하여 필름 네거티브에서 검은색으로 나타난다.
컬러 필름은 최소 세 개의 감광층을 가지며, 은염 결정 표면에 흡착된 염료가 각 층을 서로 다른 색에 민감하도록 만든다. 일반적으로 파란색에 민감한 층이 가장 위에 위치하고, 그 아래에 녹색과 빨간색에 민감한 층이 차례로 배치된다. 현상 과정에서는 흑백 필름과 마찬가지로 노출된 은염 결정이 금속 은으로 환원된다.
그러나 컬러 필름에서는 현상 반응의 부산물이 동시에 색소 형성제와 반응하여 색 염료를 생성한다. 이 부산물은 노출량과 현상 정도에 정확히 비례하여 생성되므로, 결과적으로 형성되는 색소 구름 역시 빛의 세기와 비례한다.
현상 후에는 표백 단계에서 금속 은이 다시 은염으로 산화되며, 이어지는 정착(fixing) 단계에서 은염이 제거된다. 이 과정에서 제거된 은은 이후 재활용되거나 판매용으로 회수되기도 한다. 정착 과정이 완료되면 필름에는 색 염료만이 남게 되며, 이들이 결합하여 컬러 이미지가 형성된다.
후기에 등장한 컬러 필름(예: Kodacolor II)에는 최대 12개의 유제층이 있으며, 각 층에는 20종 이상의 화학 물질이 포함되어 있다.
사진 필름과 영화용 필름은 구성 및 감도 면에서는 유사하지만, 프레임 크기나 길이와 같은 다른 특성에서는 차이가 있다.

## 역사
1880년대의 최초의 영화 실험은 부서지기 쉬운 종이롤 필름을 사용하여 수행되었다. 최초의 투명하고 유연한 필름 기저 물질은 셀룰로이드였으며 존 카벗(John Carbutt), 한니발 구드윈(Hannibal Goodwin), 조지 이스트먼에 의해 사진 촬영 목적으로 발견, 정제되었다.

## 같이 보기
- 필름 규격
- 후지필름
- 사진 필름
- 비디오